# Margit Voss
Margit Voss (* 22. Juni 1931 in Labenz (Łebieniec)/Pommern; † 28. November 2024 in Berlin) war eine deutsche Hörfunkjournalistin und Filmkritikerin.

## Leben
Von 1955 bis 1990 arbeitete sie beim Berliner Rundfunk, wo sie gemeinsam mit Dieter Kranz jeden Sonntag (anfänglich 10.45 bis 11.00 Uhr, später 10.35 bis 11.00 Uhr) in der Sendung Atelier und Bühne – Kritiker am Mikrofon über die ostdeutsche Film- und Theaterszene sowie internationale Festivals berichtete. In den 80er Jahren war sie Jurymitglied beim Nationalen Filmfestival der DDR in Karl-Marx-Stadt.
Der Regisseur Rainer Simon besetzte Margit Voss als Darstellerin für seinen Spielfilm Die Besteigung des Chimborazo, DEFA 1988/1989, in dem sie zusammen mit ihren Kritiker- und Filmwissenschaftler-Zunft-Brüdern und -Schwestern Rosemarie Rehahn, Regine Sylvester, Jutta Voigt, Günter Agde, Michael Hanisch, Günter Netzeband, Hans-Jörg Rother in einer der ersten Szenen des Films als Salongäste von Wilhelm von Humboldt vor der Kamera agierte.
Margit Voss publizierte Filmkritiken für das Neue Deutschland und Künstlerporträts für das Filmmuseum Potsdam.

## Werke
- Margit Voss: Mehr als ein Clown – Charlie Chaplin in Selbstzeugnissen und Erinnerungen seiner Zeitgenossen, Feature mit Jürgen Hentsch, Rundfunk der DDR, 26. Dezember 1978
- Schauspieler – Theater, Film, Fernsehen, Hrsg. Renate Seydel, Henschelverlag Berlin 1980, darin die Beiträge von Margit Voss zu: Barbara Dittus, Winfried Glatzeder, Karin Gregorek, Rolf Hoppe, Heidemarie Wenzel und Monika Woytowicz.